# Encephalartos lehmannii
Encephalartos lehmannii es una especie de Cycadopsida del género Encephalartos, de la familia Zamiaceae, del orden Cycadales.

## Distribución
Encephalartos lehmannii se distribuye por Sudáfrica (Provincia del Cabo Oriental).

## Taxonomía
Fue descrita científicamente por (Lehm.) Miq. Fue publicado por primera vez en Linnaea 19: 420 (1847).